# Diego Guicciardi
Diego Guicciardi (Lugano, 26 febbraio 1756 – Milano, 11 aprile 1837) è stato un diplomatico, politico e banchiere italiano.

## Biografia

Stemma di Diego Guicciardi, Conte del Regno

Giurista di nobile famiglia valtellinese, Guicciardi ricoprì importanti cariche politiche e diplomatiche. Fu Cancelliere Supremo di Valtellina durante il periodo della dominazione Grigionese, distinguendosi quale difensore degli interessi locali. Dopo l'occupazione francese nel 1797, fu ministro della polizia della Repubblica Cisalpina, senatore e Cancelliere del senato del Regno d'Italia. Nel 1809 fu creato Conte del Regno, insignito della Legion d'onore e nominato Commendatore dell'Ordine della Corona ferrea.
Guicciardi rappresentò gli interessi della Valtellina in occasione del Congresso di Vienna, quando si decise tra l'altro, grazie anche ai suoi sforzi e a quelli di Girolamo Stampa, l'annessione al Regno Lombardo-Veneto della valle, la quale - prima delle guerre napoleoniche - era appartenuta per quasi tre secoli ai Grigionesi.
Dopo la caduta di Napoleone, Guicciardi si avvicinò all'Impero asburgico e ricoprì importanti cariche amministrative nel Lombardo-Veneto. Fu il coordinatore della missione informativa segreta inviata in Italia da Metternich in seguito alla chiusura del Congresso di Vienna. Delle attività segrete di quegli anni Guicciardi stese un minuzioso diario. Alla sua morte il figlio Enrico lo rinvenne tra le carte del padre e lo fece recapitare a Metternich, nel cui lascito presso gli archivi viennesi si trova tuttora.
Da questa fonte si apprende come all'inizio del 1816 l'ex alto funzionario italico, dopo aver segretamente incontrato il cancelliere dell'impero d'Austria, avesse cautamente riattivato la rete di contatti che s'era costruito in tanti anni di carriera napoleonica, individuando rapidamente due fidati partner di riferimento. Ad Antonio Mulazzani, che risiedeva ora in Veneto per motivi d'ufficio, si sarebbe chiesto di fornire lumi sulle condizioni dello spirito pubblico tanto nella sua regione quanto nelle contigue porzioni settentrionali dello Stato Pontificio. Guicciardi avrebbe provveduto in prima persona sia per la Lombardia sia per il confinante regno di Sardegna. Al resto d'Italia (i ducati padani, il granducato di Toscana, il principato di Lucca, le parti restanti dello Stato Pontificio, il regno delle Due Sicilie) avrebbe pensato, infine, il bresciano Tito Manzi.
Guicciardi fu il presidente della Cassa di Risparmio di Milano, la futura Cariplo, dalla sua fondazione, nel 1823, al 1826.